# Capilla de Cella
Pour les articles homonymes, voir Capilla (homonymie).
Capilla de Cella est une localité uruguayenne du département de Canelones, rattachée à la municipalité de Soca.

## Localisation
Capilla de Cella se situe au sud-est du département de Canelones, au nord de l'arroyo Tío Diego sur la route 9 à proximité de la jonction de cette dernière avec la route 70. Elle est distante de 18 kilomètres de la ville de Soca.

## Population
| Année | Population |
| ----- | ---------- |
| 1963  | 45         |
| 1975  | 79         |
| 1985  | 79         |
| 1996  | 91         |
| 2004  | 117        |
| 2011  | 119        |

,

## Source
- (es) Cet article est partiellement ou en totalité issu de l’article de Wikipédia en espagnol intitulé « Capilla de Cella » (voir la liste des auteurs).